# Phổ Yên (phường)
Phổ Yên là một phường ở phía nam của tỉnh Thái Nguyên, Việt Nam.

## Địa lý
Phường Phổ Yên có vị trí địa lý:
- Phía đông giáp xã Điềm Thụy và phường Vạn Xuân
- Phía tây giáp phường Sông Công và phường Phúc Thuận
- Phía nam giáp phường Vạn Xuân và xã Thành Công
- Phía bắc giáp phường Bách Quang và phường Sông Công.

Phường Phổ Yên có diện tích 40,7 km², dân số năm 2025 là 49.162 người. Khu vực hiện có khu công nghiệp Yên Bình, các doanh nghiệp, công ty kinh doanh trong các lĩnh vực như: vật liệu xây dựng, sản phẩm cơ khí, luyện kim, chế biến gỗ; là khu vực được định hướng phát triển công nghiệp và các dịch vụ công cộng như khách sạn, nhà hàng, siêu thị. Hạ tầng giao thông trên địa bàn phường có tuyến quốc lộ 3, cao tốc Hà Nội - Thái Nguyên, các tuyến đường tỉnh 261, 266, 274, đường vành đai V vùng Thủ đô.

## Lịch sử
Năm 1972, thị trấn Ba Hàng được thành lập trên cơ sở tách phố Ba Hàng thuộc xã Đồng Tiến, thị trấn Bãi Bông được thành lập trên cơ sở một phần diện tích và dân số của xã Hồng Tiến.
Năm 2013, thị trấn Ba Hàng mở rộng (gồm hai thị trấn Ba Hàng, Bãi Bông; ba xã: Nam Tiến, Trung Thành, Thuận Thành và một phần diện tích, dân số của 6 xã: Hồng Tiến, Đắc Sơn, Đồng Tiến, Tân Hương, Đông Cao, Tân Phú với 5.500,2 ha diện tích tự nhiên và 62.541 người) được công nhận là đô thị loại IV.
Năm 2015, huyện Phổ Yên trở thành thị xã Phổ Yên, và phường Ba Hàng được thành lập trên cơ sở toàn bộ 1,8315 km² diện tích tự nhiên và 7.661 người của thị trấn Ba Hàng; cùng với 2,6138 km² diện tích tự nhiên và 2.478 người của xã Đồng Tiến. Phường Bãi Bông được thành lập trên cơ sở toàn bộ 3,5065 km² diện tích tự nhiên và 5.614 nhân khẩu của thị trấn Bãi Bông.
Năm 2022, thị xã Phổ Yên trở thành thành phố Phổ Yên, tỉnh Thái Nguyên, thành lập phường Hồng Tiến trên cơ sở toàn bộ 18,47 km² diện tích tự nhiên và 15.076 người của xã Hồng Tiến, thành lập phường Đắc Sơn trên cơ sở toàn bộ 14,36 km² diện tích tự nhiên và 11.198 người của xã Đắc Sơn.
Tháng 6 năm 2025, phường Phổ Yên được thành lập trên cơ sở nhập toàn bộ diện tích tự nhiên, quy mô dân số của phường Ba Hàng (diện tích tự nhiên là 4,34 km²; dân số là 12.508 người); phường Hồng Tiến (diện tích tự nhiên là 18,48km²; dân số là 17.778 người); phường Bãi Bông (diện tích tự nhiên là 3,51 km²; dân số là 6.759 người) và phường Đắc Sơn (diện tích tự nhiên là 14,37 km²; dân số là 12.117 người) của thành phố Phổ Yên. Trụ sở làm việc của xã sử dụng một phần UBND huyện Phổ Yên cũ.

## Hành chính
Đến năm 2003, thị trấn Ba Hàng gồm sáu tổ dân phố từ tổ dân phố số 1 đến tổ dân phố số 6, và bốn xóm: Thành Lập, Yên Ninh, Kim Thái, Đại Phong. Năm 2019, sáp nhập hai tổ dân phố Dẫy và Đồng Nâm thành tổ dân phố Đồng Dẫy, sáp nhập tổ dân phố Yên Thứ vào tổ dân phố Yên Trung, sáp nhập ba tổ dân phố Quán Vã 1, Quán Vã 2 và Đồng Tâm thành tổ dân phố Quán Vã, phường có 14 tổ dân phố.
Đến năm 2003, xã Đồng Tiến gồm 25 xóm: Đình, Giữa, Chiến Thắng, An Bình, Con Trê, Thái Bình, Ga, Vườn Dãy, Ấp Bắc, Đại Cát, Vinh Xương, Thanh Hoa, Tân Hoa, Đầu Cầu, Tân Thành, Hoàng Vân, Hoàng Thanh, Đồng Tâm, Quán Vã 1, Quán Vã 2, Đồng Nâm, Rãy, Nam, Yên Trung, Yên Thứ.
Đến năm 2003, thị trấn Bãi Bông gồm 12 tổ dân phố: Cầu Rèo, Thống Nhất, Trung Tâm, Đồng Quang, Đồng Tâm, Bông Hồng, Đại Hưng, Đại Phú, Đại Thịnh, Đại Xuân, Đại Cát, Đại Đồng.  Năm 2019, sáp nhập hai tổ dân phố Đồng Quang và Đồng Tâm thành tổ dân phố Tâm Quang, sáp nhập hai tổ dân phố Đại Phú và Đại Hưng thành tổ dân phố Phú Hưng.
Đến năm 2003, xã Hồng Tiến gồm 15 xóm: Mãn Chiêm, Ngoài, Giếng, Hắng, Yên Mễ, Hanh, Chùa, Hiệp Đồng, Đông Sinh, Ấm, Diện, Thành Lập, Cống Thượng, Liên Minh, Liên Sơn.
Đến năm 2003, xã Đắc Sơn gồm 23 xóm: Đầm 1, Đầm 2, Chùa 1, Chùa 2, Chùa 3, Đài 1, Đài 2, Ruộng, Ba Xã, Đấp 1, Đấp 2, Đấp 3, Chiềng, Tuần, Dương, Bến 1, Bến 2, Hưng Thịnh 1, Hưng Thịnh 2, Nga Sơn, Tân Lập, Cây Xanh, Thống Hạ. Năm 2019, sáp nhập xóm Chùa 3 vào xóm Chùa 2 và sáp nhập xóm Nga Sơn vào xóm Thống Hạ.

## Văn hoá
Đền Lục Giáp còn được gọi là Miếu Vật, nằm bên bờ tả ngạn Sông Công, có tên chữ là Sơn Cốt Lục Giáp linh từ. Xưa kia là một ngôi miếu nhỏ, sau được trùng tu, tôn tạo mở rộng thành ngôi đền Lục Giáp như ngày nay. Đền Lục Giáp là một di tích lịch sử - văn hóa, kết nối với các di tích xung quanh tạo nên quần thể di tích bao gồm: chùa Phung - đền Lục Giáp - đình Sơn Cốt - chùa Long Sơn - Nghè Bến (Đình Bến) thuộc làng Lục Giáp xưa. Lễ hội đền Lục Giáp thuộc danh mục Di sản văn hóa phi vật thể quốc gia.